# Denison Mines Inc.
«Денісон майнс» (англ. Denison Mines Inc.) — гірничодобувна компанія Канади з штаб-квартирою в Торонто.
Річна виробнича потужність: оксиду урану — 280 т, нафти — 1 млн т, газу — більше 200 млрд м3.
Чистий прибуток близько 50 млн. доларів на рік.